# 잉글랜드 풍경식 정원

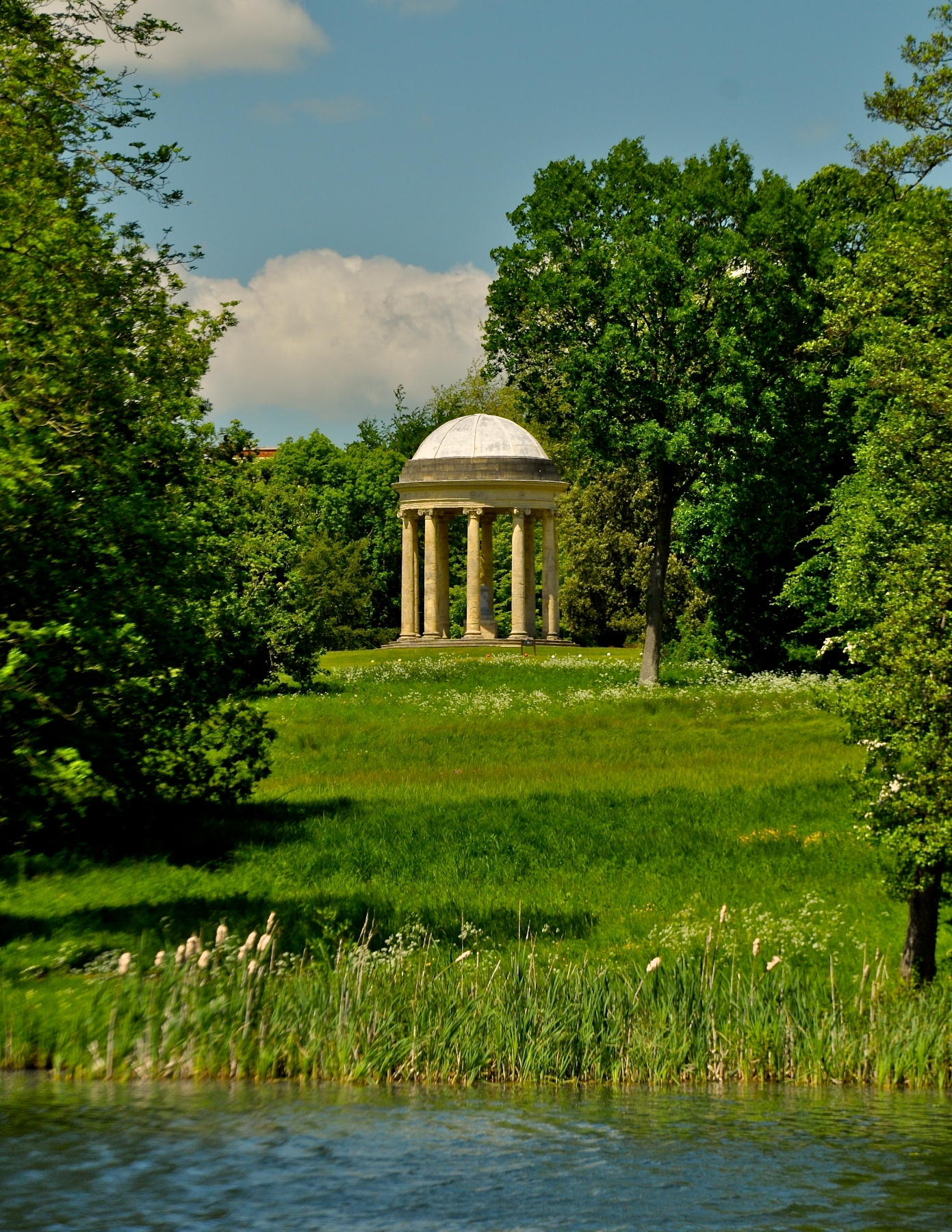
로톤다(1730-38년)

잉글랜드 풍경식 정원(영어: English landscape garden) 또는 간단히 잉글랜드 정원(영어: English garden, 프랑스어: Jardin à l'anglaise, 이탈리아어: Giardino all'inglese, 독일어: Englischer Landschaftsgarten, 포르투갈어: Jardim inglês, 스페인어: Jardín inglés)은 일종의 스타일이다. 18세기 초 잉글랜드에서 등장하여 유럽 전역으로 퍼져 17세기에 유럽의 주요 정원 가꾸기 스타일로 등장했던 좀 더 형식적이고 대칭적인 프랑스식 정원을 대체한 "조경" 정원의 일종이다. 잉글랜드 정원은 이상적인 자연관을 보여주었다. 윌리엄 켄트(William Kent) 등이 창조하고 개척한 "비공식적" 정원 스타일은 건축 정원에 대한 반란으로 시작되었으며 살바토르 로사, 클로드 로랭, 니콜라 푸생의 풍경화에서 영감을 얻었다.
잉글랜드 정원에는 일반적으로 호수, 나무 숲을 배경으로 한 완만하게 구불구불한 잔디밭, 고전적인 사원, 고딕 양식의 유적, 다리 및 기타 그림 같은 건축물이 재현되어 목가적인 목가적 풍경을 재현하도록 설계되었다. 캐퍼빌리티 브라운의 작업은 특히 영향력이 있었다. 18세기 말에는 잉글랜드 정원이 프랑스식 정원을 모방하게 되었고, 멀리는 러시아의 상트페테르부르크에 있는 파블로프스크의 정원이 훗날 폴 황제의 정원이 되었다. 이는 19세기 전 세계적으로 나타난 공원과 정원의 형태에도 큰 영향을 미쳤다. 잉글랜드 조경 정원은 대개 잉글랜드 시골집을 중심으로 형성되었으며, 영국의 많은 사례가 오늘날 인기 있는 관광 명소가 되었다.

## 같이 보기
- 독일 정원
- 일본 정원